# Clément Mougeot
Clément Mougeot (?, 21 november 1856 – ), 12 augustus 1931) was een Frans componist.
Van deze componist is niet veel bekend. Hij schreef voor Franse militaire muziekkapellen marsen, die ook tegenwoordig nog gespeeld worden, namelijk de mars Les chasseurs de l'armée française en de mars Les chevrières.